# Pleione aurita
Pleione aurita är en flerårig växtart i släktet Pleione och familjen orkidéer. Den beskrevs av Phillip James Cribb och Horst Pfennig. Den kan hybridisera med P. forrestii; hybriden kallas P. × kohlsii.

## Utbredning
Arten förekommer vilt i västra Yunnan i Kina. Den odlas även som krukväxt.